# Подоляк Михайло Михайлович
Михайло Михайлович Подоляк (нар. 16 лютого 1972, Львів) — український політичний діяч, політтехнолог, журналіст, антикризовий менеджер, радник голови Офісу 6-го Президента України Володимира Зеленського.

## Життєпис

### Ранні роки та журналістська діяльність у Білорусі
Дитинство Михайло Подоляк провів у Львові та Нововолинську. З 1989 року жив у Білорусі, закінчив Мінський медичний інститут.
У 90-х роках Михайло Подоляк працював журналістом у виданнях «FM-бульвар», «Час», «Народна воля» і "Білоруська ділова газета"
У 2002 році проти Подоляка подав позов голова Комітету держконтролю Білорусі Анатолій Тозік за публікацію «Конфіденційно» в опозиційній газеті «Наша свобода». У статті йшлося про те, що президент республіки Олександр Лукашенко «гальмує розвиток російсько-білоруського економічного співробітництва», а також про непрості стосунки Анатолія Тозіка з генпрокурором Віктором Шейманом. Голова Комітету держконтролю заявив про наклеп та зажадав $120 000 як компенсацію моральної шкоди.
2 серпня 2002 року суд Московського району Мінська задовольнив позов, але постановив стягнути меншу суму, ніж просив Тозік: з газети — $54 000, а з Михайла Подоляка — $2700. Видання не мало грошей, щоб сплатити штраф та продовжити роботу, тому воно припинило існування. Подоляк тоді висловив думку, що позов — це «нашвидкуруч зроблене політичне замовлення», а «результат судового засідання був зрозумілий із самого початку, оскільки генерал Тозік захищав честь і гідність президента Білорусі Олександра Лукашенка».

### Депортація з Білорусі
У 2004 році Подоляк працював заступником головного редактора в опозиційній білоруській газеті «Время». 21 червня до нього додому прийшли співробітники КДБ Білорусі та дали пів години на те, щоб зібрати речі. Білоруська влада звинуватила Подоляка в тому, що його діяльність «суперечить інтересам державної безпеки», а матеріали містять «наклепницькі вигадки про реальне становище в країні, заклики до дестабілізації політичної ситуації в Білорусі». Його депортували до України та позбавили права відвідувати Білорусь протягом п'яти років.
Сам Подоляк причиною депортації називає свою статтю про те, хто може замінити Лукашенка на посаді президента Білорусі. Відомо, що рішення про його вислання з країни було ухвалено 16 червня, але самому журналісту його повідомили лише в день депортації.
«Хлопці, які вирішили мене звідси відправити, навпаки, зробили добру справу: до цього я все-таки дотримувався певних рамок і не називав злочинцями тих, хто формально у кримінальних справах не проходить. Тепер я певних людей можу назвати злочинцями», — коментував тоді ситуацію Подоляк.

### Журналістська діяльність в Україні
Після депортації з Білорусі Михайло Подоляк продовжив працювати журналістом в Україні.
У 2005 році він був головним редактором «Української газети». У червні видання опублікувало його статтю «Таємна вечеря»: вона стосувалась отруєння у 2004 році тоді ще кандидата в президенти Віктора Ющенка. Матеріал являв собою журналістське розслідування, викладене в художній формі. У ньому автор, спираючись на власні джерела, зробив припущення, що за отруєнням стояли близькі до Ющенка особи: заступник керівника штабу Блоку «Наша Україна» Давид Жванія та міністр транспорту та зв'язку, член партії Ющенка Євген Червоненко.
Після цього до редакції прийшли слідчі СБУ, щоб дізнатись, чи будуть у газеті ще виходити подібні матеріали про отруєння Ющенка. Крім того, Генпрокуратура викликала Подоляка на допит як свідка у справі про отруєння. За словами самого журналіста, протягом 4 годин допиту його переважно питали про джерела інформації, які він відмовився називати. Також правоохоронці намагалися з'ясувати, хто заплатив за публікацію такої статті. Подоляк стверджує, що замовника не було, але через тиск виданню не вдалось опублікувати другу частину розслідування.
У 2006 році Михайло Подоляк починає працювати з інформаційним сайтом «Обозреватель» на засадах фрілансера. Водночас він став радником власника видання — голови Держкомітету з питань регуляторної політики та підприємництва Михайла Бродського. З 1 грудня 2011 року Подоляк став шеф-редактором «Обозревателя».
У червні 2011 року Михайло Подоляк був серед шести журналістів, яких вперше запросили до «Межигір'я» — резиденції тодішнього президента України Віктора Януковича. До цього рух «Стоп цензурі» закликав голову держави показати для ЗМІ свій маєток, як він обіцяв ще в 2010 році.
Запрошення до «Межигір'я» також отримали Савік Шустер, Євген Кисельов, Олександр Ткаченко, Ігор Гужва та Андрій Куликов. Подоляк у цій компанії був найбільш непублічною особою, тому з'явились чутки, що його запросили через те, що він консультував голову Адміністрації президента — Сергія Льовочкіна. За словами Льовочкіна, він не співпрацював із Подоляком як із технологом. Сам Подоляк пояснив принцип відбору шести журналістів інакше: "Це четверо ведучих політичних ток-шоу, одна велика щоденна газета, в даному випадку це була газета «Сегодня», і один великий за охопленням аудиторії сайт — «Обозреватель». Прессекретарка Януковича Дарка Чепак тоді зазначала, що представників преси обирали за рейтингами їхніх ЗМІ: «Ми виходили з рейтингів. В інтернеті є кілька рейтингів. Зараз ми вирішили зупинитися на „Обозревателе“. Наступного разу це може бути „Українська правда“, чому ні?».

### Діяльність як політтехнолога
У 2006 році Подоляк відкрив консалтингову компанію, яка займалася «репутаційним менеджментом» та «роботою з конфліктами». Клієнтами фірми були переважно політики з України, Білорусі та Росії.
«Мій профіль включає роботу з конфліктом тієї чи іншої складності, а в цій роботі є різні компоненти — юридичні, силові, переговорні і, в якійсь частині, медійні», — розповідав Подоляк про свою діяльність.
Подоляку приписують роботу на Юрія Іванющенка — політика та бізнесмена, якого ЗМІ називають донбаським кримінальним авторитетом «Юрою Єнакіївським», наближеним до Віктора Януковича. У 2011 році Подоляк був одним зі спікерів на пресконференції, присвяченій доказам того, що Іванющенко ніколи не притягався до кримінальної відповідальності та не був причетним до криміналітету. Зокрема, вони спиралися на довідку від МВС та книгу колишнього голови МВС Юрія Луценка «Донецька мафія», в якій не фігурувало прізвище Іванющенка. На думку учасників пресконференції, регулярні публікації про належність Іванющенко до кримінального світу носили замовний характер.
Під час парламентських виборів 2012 року ЗМІ називали Михайла Подоляка «смотрящим» від Сергія Льовочкіна по київських округах. У тому числі він працював із кандидатом у народні депутати по скандальному мажоритарному округу № 223 (Київ, Шевченківський район) Віктором Пилипишиним. На окрузі не змогли з першого разу встановити результати виборів та у грудні 2013 року провели перевибори. Пилипишин зрештою переміг та став депутатом Верховної Ради.
У 2015-му Подоляк був консультантом кандидата в мери Києва Сергія Думчева. Тоді нікому не відомий кандидат заполонив столицю своєю рекламою та зміг отримати на виборах 3,92 % голосів. Подоляк був автором ідеї зробити носорога як «безкомпромісну тварину» тотемом партії Думчева «Рух за реформи». На передвиборчу кампанію було витрачено більше 100 млн грн.

### Робота в Офісі президента України
На початку квітня 2020 року Михайло Подоляк став радником голови Офісу президента Андрія Єрмака та антикризовим менеджером ОПУ. Своє рішення доєднатися до Офісу президента Подоляк пояснив бажанням будувати «ефективну, компактну, але жорстку державу».
Свої завдання в ОПУ він описує як «оцінка криз, якісне управління новинними і роз'яснювальними комунікаціями, більша відкритість спікерів, збільшення числа контактів держави з журналістами, зокрема й за конфліктними кейсами». Головною проблемою колишньої комунікаційної команди Офісу технолог вважає «тактику німоти», яка в підсумку «привела до самоізоляції».
Наразі Подоляк контролює всю інформаційну політику Офісу президента. Крім того, він «готує» до ефірів у ЗМІ міністрів українського уряду, щоб їхні тези були скоординовані зі змістами, які просуває президент.
За словами Подоляка, на посаді йому вдалося перебудувати роботу інформаційного департаменту таким чином, щоб «практично постійно перебувати на зв'язку з журналістами»: «Ми до журналістів дуже відкриті. Можна будь-яке питання задати, якщо воно в нашій компетенції, якщо ні — намагаємося допомогти. Тому що відкритість — це основа основ. Президент точно так же вважає. Він весь час говорить: „Хлопці, я готовий розмовляти, давайте обговорювати“, — але президент хоче, щоб журналісти були компетентні і професійні, не задавали питання, які до його компетенції не належать».

### Участь у переговорній групі під час війни з Росією
З початком повномасштабного вторгнення в Україну, починаючи з 28 лютого брав участь в українсько-російських переговорах. 13 березня заявив про «рух до компромісу», проте пізніше визнав, що українській делегації дуже важко «сидіти за столом переговорів із представниками середньовіччя».

## Критика
Неодноразово давав інтерв'ю забороненому в Україні телеканалу «Дождь». Після заборони мовлення телеканалу «Дождь» на території Латвії Подоляк сказав: «Я вважаю, що повинен виступати усюди».

## Особисте життя
Михайло Подоляк одружений з Марією Подоляк (Дамаскіною). У подружжя 2 сини та дівчинка.
Рідний брат Михайла, Володимир (1965-2024), був громадянином Росії, де мешкав з 1987 року, й за даними ЗМІ був полковником ФСБ РФ. Михайло Подоляк не заперечував службу свого брата в російських спецслужбах, проте заявив, що той станом на 2021 рік вже давно перебував на пенсії. 
У липні 2024 року з'явилась інформація, що Володимир Подоляк помер 19 травня 2024 року.

## Відзнаки та нагороди
- Командор ордена Великого князя Литовського Гядимінаса (14 лютого 2023 року, Литва)[36]
- Михайло Подоляк посів 3-тє місце в рейтингу 100 найвпливовіших українців за версією журналу «Фокус» (2020 рік)[37]